# Dendropanax panamensis
Dendropanax panamensis är en araliaväxtart som beskrevs av M.J.Cannon och Cannon. Dendropanax panamensis ingår i släktet Dendropanax och familjen Araliaceae. Inga underarter finns listade.